# Hannah Dodd (actrice)
Pour l’article homonyme, voir Dodd.
Ne doit pas être confondu avec Hannah Dodd.
Hannah Dodd, née le 17 mai 1995, à Colchester, Angleterre, est une actrice, mannequin et danseuse britannique.

## Biographie
Née le 17 mai 1995, à Colchester en Angleterre, Hannah Dodd est actrice, mannequin et danseuse. Elle a deux sœurs, Alice et Willa. Bien avant de s’illustrer devant la caméra, c’est vers la danse, que la jeune fille décide de se tourner. Après avoir pris ses premiers cours à l’âge de deux ans, elle rejoint le London Studio Centre, dont elle obtient une licence en danse théâtre, en 2017. Parallèlement à son parcours de danseuse, Hannah se lance également dans le mannequinat, à seize ans, afin de financer ses études.
Elle signe chez Select Model Management et pose pour de nombreuses marques comme Primark, Topshop ou Boden. En 2014, la jeune modèle décroche même un contrat avec Burberry. Si elle ne se prédestinait pas au métier d’actrice, Hannah fait ses premiers pas à la télévision, en 2018, dans les séries Find Me in Paris (dans le rôle de Théa Raphaël) et Harlots (dans le rôle de Sophia Fitzwilliam). Elle continue son chemin au cinéma en décrochant des rôles dans Fighting with My Family (2019) et le film Marvel Eternals (2021).
Commençant à se faire un nom en tant qu'actrice, Hannah est contactée pour rejoindre le casting de la série Netflix, Anatomy of a Scandal (2022). La même année, elle apparaît dans Enola Holmes 2, puis dans Flowers in the Attic.
En mai 2024, la comédienne remplace Ruby Stokes, pour le personnage de Francesca Bridgerton, dans la troisième saison des Chroniques de Bridgerton.

## Filmographie

### Cinéma

#### Longs métrages
- 2019 : Une famille sur le ring (Fighting with My Family) de Stephen Merchant : Une fille
- 2021 : Les Éternels (Eternals) de Chloé Zhao : Sandra
- 2022 : Enola Holmes 2 d'Harry Bradbeer : Cicely

### Télévision

#### Séries télévisées
- 2018 - 2019 : Les filles de joie (Harlots) : Sophia Fitzwilliam
- 2018 - 2020 : Léna, rêve d'étoile (Find Me in Paris) : Thea Raphael
- 2020 : Pandora : Conseillère Jennifer
- 2022 : Anatomie d’un scandale (Anatomy of a Scandal) : Sophie jeune
- 2022 : Les Origines du péché (Flower in the Attic : The Origins) (mini-série) : Corrine Foxworth
- 2024 : La Chronique des Bridgerton (Bridgerton) : Francesca Bridgerton (depuis la saison 3)